# Купянский литейный завод
Купянский литейный завод (укр. Куп'янський ливарний завод) — промышленное предприятие в городе Купянск Харьковской области, прекратившее производственную деятельность.

## История

### 1963—1991 годы
Предприятие было создано в соответствии с восьмым пятилетним планом развития народного хозяйства СССР как филиал харьковского моторостроительного завода «Серп и молот». Строительство литейного завода началось в 1963 года в селе Заборовка (недалеко от окраины Купянска), в 1966 году была получена первая плавка и в 1967 году завод был введён в эксплуатацию.
Для профессионального обучения и повышения квалификации работников завода в Ковшаровке было открыто профессионально-техническое училище № 27, начавшее работу 16 мая 1966 года (с 1990 года — высшее профессиональное училище № 27).
В 1971 году Купянский литейный завод был награждён орденом Трудового Красного Знамени[уточнить].
10 июня 1986 года Купянский литейный завод им. 60-летия Великой Октябрьской социалистической революции министерства тракторного и сельскохозяйственного машиностроения СССР был награжден орденом Трудового Красного Знамени.
В 1989 году производительность завода составляла 293 тыс. т чугунного литья в год.
В советское время завод был базовым предприятием тракторного и сельскохозяйственного машиностроения СССР и входил в число ведущих предприятий города, на балансе завода находились объекты социальной инфраструктуры.

### После 1991 года
После провозглашения независимости Украины, в апреле 1992 года заводу было поручено освоить производство конфорок для кухонных электрических плит.
1 сентября 1993 года находившееся на балансе завода ВПУ № 27 передали в коммунальную собственность города.
В мае 1995 года Кабинет министров Украины принял решение о приватизации завода в течение 1995 года, после чего государственное предприятие было преобразовано в открытое акционерное общество.
В августе 1997 года завод был включён в перечень предприятий, имеющих стратегическое значение для экономики и безопасности Украины. Тем не менее, производственные мощности завода были сокращены, часть работников уволена.
В июле 1999 года Кабинет министров Украины закрепил контрольный пакет акций (в размере 50 % + 1 акция предприятия) в государственной собственности.
В мае 2000 года завод был полностью остановлен. В августе 2000 года по поручению президента Украины Л. Д. Кучмы Кабинетом министров была создана рабочая группа по изучению состояния дел на заводе. По результатам работы комиссии к заводу было решено применить ст.53 закона «О восстановлении платежеспособности должника или признании его банкротом». Для разработки плана санации было привлечено Агентство по вопросам банкротства. С 2001 по 2003 год санацией завода руководил харьковский бизнесмен Анатолий Лаптев.
В 2002 году завод производил чугунное литьё для изготовления тракторных двигателей, которые поставлял на Харьковский завод тракторных двигателей, но 14 % поставленных на ХЗТД изделий оказались бракованными. В 2003 году завод уже не осуществлял производственную деятельность, часть работников была трудоустроена на другие предприятия.
19 января 2004 года по предложению Фонда государственного имущества Украины срок санации предприятия был продлён ещё на один год, осуществление санации в период с 19 января 2004 г. по 19 февраля 2005 г. было поручено ООО «Гипросталь». В 2004 году завод выпустил партию литых чугунных стоек для садово-парковых скамеек, также была предпринята попытка освоить производство почвообрабатывающих машин и отливок блока цилиндров двигателя зерноуборочного комбайна «Дон-1500».
8 сентября 2004 года Кабинет министров Украины передал контрольный пакет акций (в размере 25 % + 1 акция предприятия) в уставный фонд лизинговой компании «Украгромашинвест».
По состоянию на 23 марта 2005 года, в государственной собственности осталось около 70 % акций предприятия, ещё 25 % перешли в собственность АО «УПЭК». В июле 2005 года было принято решение о продаже оставшихся в государственной собственности акций завода.
Начавшийся в 2008 году экономический кризис осложнил положение предприятия, 12 августа 2009 года хозяйственный суд Харьковской области принял постановление о ликвидации ОАО «Купянский литейный завод», которая была завершена к 2010 году (хотя коммунальные службы города продолжали использовать заводскую котельную для отопления объектов городского хозяйства в осенне-зимний период ещё некоторое время).
19 января 2011 года Киевский апелляционный административный суд признал решение правительства о продаже завода незаконным.